# Kypseli

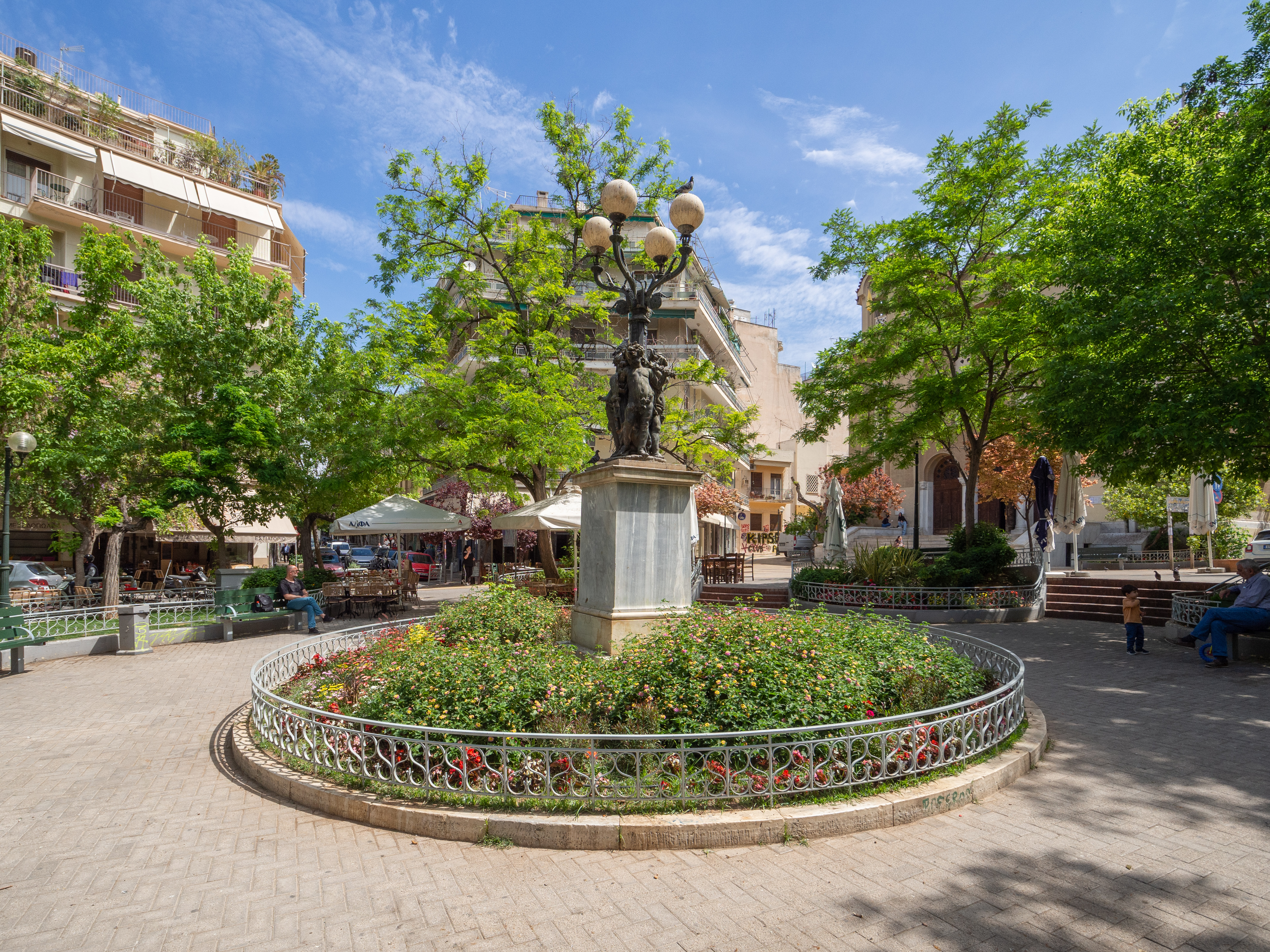
Platia-Agiou-Georgiou, Kypseli

Kypseli (griechisch Κυψέλη (f. sg.)) ist einer der bevölkerungsreichsten und am dichtesten besiedelten Stadtteile der griechischen Hauptstadt Athen und liegt im Norden der Stadt, im 6. Stadtbezirk.

## Geschichte
Die Entwicklung von Kypseli zur Stadt begann in den 1930er Jahren mit dem Bau von Einfamilienhäusern und der ersten modernen Wohnblocks in Athen. Der Stil dieser Entwicklung war geprägt von Einflüssen des Bauhauses und des Art déco. Großzügige Grünflächen wie Pedion Areos und die Odos Fokionos Negri machten das Viertel mit vielen Wohnblocks aus den 1930er, 1950er und 1960er Jahren attraktiv für die mittlere und obere Mittelschicht. Große Kaufbezirke waren der Platia Kanari (offiziell Platia Kypseli), Odos Patision, Odos Kypseli, Odos Fokionos Negri und die Platia Amerikis. In den 1980er Jahren zogen vermehrt Einwanderer in die Keller und die kleinen Wohnungen der Gebäude, was mit der Zeit den Wert der Immobilien sinken ließ. Als kommerzielle Bereiche blieben Patision, Kypselis, Kerkyras, Spetson und die Gebiete um die Fokionos Negri so wie die Platia Kypseli (Zentraler Hauptplatz), die zur Fußgängerzone umgewandelt wurde und mit zahlreichen Cafés bestückt ist.

## Infrastruktur
Derzeit wird an einer U-Bahn-Station gearbeitet, welche 2022 Kypseli an das U-Bahn-Netz der Hauptstadt anschließen soll (Linie Nummer 4).

## Gesundheitsversorgung
Der Stadtteil verfügt über zahlreiche staatliche und private Ärzte verschiedener Fachrichtungen sowie über mehrere private Krankenhäuser wie z. B. das Doctors Hospital oder die Attiko Clinic (nicht zu verwechseln mit dem namensgleichen Universitätskrankenhaus in Athen). Es haben sich außerdem mehrere private 24-Stunden Gesundheitsfirmen angesiedelt, welche Hausbesuche durchführen. Weitere Krankenhäuser sind in unmittelbarer Nähe wie im Nachbarbezirk Ampelokipi.

## Wirtschaft
Die Wirtschaft in Kypseli besteht größtenteils aus Gastronomie, Einzelhandel und Dienstleistungssektor.
Es haben sich mehrere große, teilweise internationale Konzerne wie PM Trade & Service (kurz: PMTS), Fokionos Records, McProvider und Domino’s Pizza angesiedelt.